# امپدرادو، شیلی
امپدرادو، شیلی (به اسپانیایی: Empedrado, Chile) یک سکونتگاه مسکونی در شیلی است که در استان تالکا واقع شده‌است.

## خصوصیات
امپدرادو ۵۶۴٫۹ کیلومترمربع مساحت و ۴٬۲۵۳ نفر جمعیت دارد و ۴۵۱ متر بالاتر از سطح دریا واقع شده‌است.